# Udo Redmann
Udo Redmann (* 22. Oktober 1942) ist ein ehemaliger deutscher Fußballtorwart.

## Karriere
Redmann absolvierte für Rot-Weiß Oberhausen ein Spiel in der Saison 1968/69 in der Regionalliga. Die Saison schloss Oberhausen, vor dem Rivalen Rot-Weiss Essen in der Weststaffel, als Meister ab. Die anschließende Aufstiegsrunde wurde erfolgreich absolviert, somit stand Redmann, mit seinen Mannschaftskollegen in der Bundesliga. Im Oberhaus kam er dann zu zwei Einwechselungen für Stammtorhüter Wolfgang Scheid, unter Aufstiegstrainer Alfred Preißler. Bei seinem ersten Spiel, gegen den Hamburger SV vor heimischer Kulisse wurde er ab der 20. Spielminute, beim Stand von 0:1 eingewechselt. Redmann kassierte zwei weitere Treffer, das Spiel wurde 1:3 verloren. Sein zweiter Einsatz folgte am 24. Spieltag, beim Auswärtsspiel beim TSV 1860 München, es stand bereits 3:1 für die Münchner Löwen. Einem Freistoß von Wilfried Kohlars konnte er nicht parieren, so dass der Endstand von 4:1 hergestellt war.